# Jimmy Arias
Jimmy Arias (* 16. August 1964 in Buffalo, New York) ist ein ehemaliger US-amerikanischer Tennisspieler.

## Karriere
Sein erfolgreichstes Jahr war 1983, als er als 19 Jahre alter Spieler das Halbfinale der US Open erreichte, die Italian Open in Rom sowie drei andere Turniere gewann und das Jahr auf Position 6 der Tennis-Weltrangliste abschloss. Im September 1984 erreichte er mit Platz 5 seine höchste Platzierung in der Weltrangliste.
1994 beendete Arias nach 14 Jahren Profitennis und fünf Turniersiegen seine Karriere.

## Turniersiege
| Legende                 |
| Grand Slam              |
| Tennis Masters Cup      |
| ATP Masters Series      |
| ATP Championship Series |
| ATP World Series        |

### Einzel
| Nr. | Datum              | Turnier      | Belag | Gegner                | Resultat           |
| --- | ------------------ | ------------ | ----- | --------------------- | ------------------ |
| 1.  | 18. Oktober 1982   | Tokio        | Sand  | Dominique Bedel       | 6:2, 2:6, 6:4      |
| 2.  | 9. Mai 1983        | Florenz      | Sand  | Francesco Cancellotti | 6:1, 6:4           |
| 3.  | 16. Mai 1983       | Rom          | Sand  | José Higueras         | 6:2, 6:7, 6:1, 6:4 |
| 4.  | 1. August 1983     | Indianapolis | Sand  | Andrés Gómez          | 6:4, 2:6, 6:4      |
| 5.  | 12. September 1983 | Palermo      | Sand  | José Luis Clerc       | 6:2, 2:6, 6:0      |